# Philippe Cantor
Pour les articles homonymes, voir Cantor.
 (décembre 2020).
Si vous disposez d'ouvrages ou d'articles de référence ou si vous connaissez des sites web de qualité traitant du thème abordé ici, merci de compléter l'article en donnant les références utiles à sa vérifiabilité et en les liant à la section « Notes et références ».
Philippe Cantor est un baryton-basse français.

## Biographie
C'est d'abord vers l'interprétation des musiques anciennes que Philippe Cantor s'est orienté au sein des ensembles Clément-Janequin, Huelgas, Organum.
Sa carrière de soliste a débuté avec l'ensemble Les Arts florissants, dont il a été durant les années 1980 un des piliers, aux côtés d'Agnès Mellon, Guillemette Laurens, Jill Feldman, Monique Zanetti, Dominique Visse, Étienne Lestringant, Michel Laplénie, Gregory Reinhart, François Fauché ou encore Antoine Sicot.
Il a aussi chanté le répertoire baroque sous la direction de Jean-Claude Malgoire, Sigiswald Kuijken, René Jacobs, Christophe Coin, David Stern, Jean-Christophe Frisch et Gilbert Bezzina, avec qui il a enregistré plusieurs disques.
En 1992, il remporte le Concours de Rennes pour son interprétation du rôle de Golaud dans Pelléas et Mélisande de Debussy, et aborde les rôles du  répertoire des XIXe et XXe siècles, jusqu'à la création d’œuvres contemporaines d'Antoine Duhamel, Pierre Jansen, Jacques Veyrier, Jean-Claude Wolff (qui ont composé pour lui plusieurs cycles de mélodies) ; Maurice Ohana, Henri Dutilleux, Philippe Forget sous la direction de Jean-Marc Cochereau (Orchestre Région-centre) ; Robert Martignoni (Orchestre de Bretagne), Philippe Bender (Orchestre Régional Provence-côte d’Azur), Jean-Louis Forestier (Ensemble Musique vivante), Jacques Mercier (Orchestre National d’Ile-de-France), Christian Zaccharias (Orchestre de chambre de Lausanne), Ensemble 2E2M.
Il partage aujourd'hui ses activités entre la musique baroque (avec l’Ensemble baroque de Nice dirigé par Gilbert Bezzina ; l’ensemble Fuoce E Cenere - Jay Bernfeld ; Compagnie Fêtes Galantes - Béatrice Massin) ; l’oratorio ; le récital (avec les pianistes Sophie Rives, Mara Dobresco, Jean-François Ballevre, Didier Puntos, Laurent Wagschal ; la musique de chambre (avec l’ensemble vocal « Les Solistes de Lyon » que dirige Bernard Tétu, accompagné par Philippe Cassard, Noël Lee, Jean-Claude Pennetier) et la scène où il fut notamment remarqué dans les rôles de Pimpinone  (Telemann), Don Alfonso  (Mozart : Cosi fan Tutte), Leporello  (Mozart : Don Giovanni), Mamma Agata (Donizetti), Golaud  (Debussy : Pelléas et Mélisande), Le célébrant  (Bernstein : Mass), Macbeth (Philippe Forget : Macbeth) jusqu’à la comédie musicale : « Sweeney Todd » (Sondheim).
En 2013, il participe comme acteur-chanteur aux représentations de La dame de la mer de Henrik Ibsen par le teatro Malandro, mise en scène par Omar Porras.
Ses derniers enregistrements discographiques sont consacrés à la mélodie française avec les pianistes Sophie Rives, Daniel Propper & Elsa Cantor...

## Discographie sélective

### Avec Les Arts florissants
- 1980 : Caecilia, Virgo et Martyr H.413 de Marc-Antoine Charpentier (basse)
- 1980 : Filius Prodigus H.399 de Marc-Antoine Charpentier (basse)
- 1981 : Pastorale sur la Naissance de N.S. Jésus-Christ H.483 de Marc-Antoine Charpentier
- 1981 : Altri Canti de Claudio Monteverdi (baryton)
- 1982 : In nativitatem Domini Nostri Jesu Christi canticum H.414 de Marc-Antoine Charpentier  (baryton)
- 1982 : Les Arts florissants H.487 de Marc-Antoine Charpentier
- 1982 : Oratorios (Il pecator pentito, O Cecità del misero mortale) de Luigi Rossi (baryton)
- 1982 : Antienne "O" de l'Avent H 36-43 de Marc-Antoine Charpentier
- 1983 : Il ballo delle ingrate de Claudio Monteverdi (baryton)
- 1983 : In nativitatem Domini canticum H.416 de Marc-Antoine Charpentier (basse)
- 1983 : Pastorale sur la Naissance de Notre Seigneur Jésus-Christ H.482 de Marc-Antoine Charpentier (basse)
- 1984 : Médée H.491 de Marc-Antoine Charpentier (baryton)
- 1984 : Airs de cour (1689) de Michel Lambert (baryton)
- 1986 : Le Reniement de saint Pierre H.424 de Marc-Antoine Charpentier (baryton)
- 1986 : Méditations pour le Carême H.380-389 de Marc-Antoine Charpentier (basse)
- 1986 : Didon et Enée de Henry Purcell (Enée)
- 1989 : Oratorio per la Settimana Santa de Luigi Rossi (basse)

### Avec La Grande Écurie et La Chambre du Roy
- 1987: Marc-Antoine Charpentier: Vêpres Solennelles H.540, H.190, H.50, H.149, H.52, H.150, H.51, H.161, H.191, H.65, H.77, John Elwes, Ian Honeyman, tenors, Agnès Mellon, Brigitte Bellamy, sopranos, Dominique Visse, Jean Nirouet, countertenors, Philippe Cantor, Jacques Bona, baritones, Chœur régional-Nord Pas de Calais, La Grande Écurie et la Chambre du Roy, Odile Bailleux, orgue, dir. Jean-Claude Malgoire (2 CD CBS Sony 1987)

- 1991 : Messe à 4 chœurs H.4 de Marc-Antoine Charpentier, Ensemble Vocal Jean Bridier, Ensemble Vocal Françoise Herr, Chœur Gabrieli, Chœur régional Nord-Pas-de-Calais, La Grande Écurie et La Chambre du Roy, dir. Jean Claude Malgoire. CD Erato.

### Avec l'Ensemble Clément-Janequin
- 1982 : Octonaires De La Vanité Du Monde de Paschal de L'Estocart
- 1982 : Les cris de Paris : Chansons de Janequin & Sermisy (baryton)
- 1987 : Les sept paroles du Christ en croix de Heinrich Schütz (baryton)
- 1989 : Messe L'homme armé - Requiem de Pierre de La Rue (baryton)

### Avec l'Ensemble Organum
- Chants de l'Église de Rome - Période byzantine

### Avec Les Musiciens du Louvre
- 1988 : Les Comédies-Ballets de Lully-Molière (basse)

### Avec l'Ensemble baroque de Nice (Gilbert Bezzina)
- 1993 : Dorilla al tempe d'Antonio Vivaldi
- 1995 : La serva padrona de Giovanni Battista Pergolesi
- 2000 : La Silvia d'Antonio Vivaldi
- 2003 : Rosmira fedele de Antonio Vivaldi

### Avec l'Ensemble XVIII 21 (Jean-Christophe Frisch)
- 1997 : Castor et Pollux de Jean-Philippe Rameau
- 1998 : Messe des Jésuites de Pékin Amiot

### Avec Laurent Wagschal (piano)
- 2008 : Mélodies inédites - J Cras

### Avec Sophie Rives (piano)
- 2010 : Mélodies - Claude Debussy
- 2012 : Mélodies - Francis Poulenc
- 2014 : Mélodies - Maurice Ravel

#### Avec Daniel Propper (piano)
- 2019: Amour et regrets  - Byron en musique
- 2019: Lamartine mis en musique par ses contemporains

#### Avec Elsa Cantor (piano)
- 2020: Mélodies, scènes et romances - Auguste Morel